# Krškany
Krškany este o comună slovacă, aflată în districtul Levice din regiunea Nitra. Localitatea se află la altitudinea de 164 m deasupra n.m., se întinde pe o suprafață de 17,03 km2 și în 2017 număra 759 de locuitori.

## Istoric
Localitatea Krškany este atestată documentar din 1242.

## Demografie
| An:                | 1994 | 2004   | 2014   | 2024    |
| ------------------ | ---- | ------ | ------ | ------- |
| Număr de persoane: | 769  | 730    | 749    | 830     |
| Diferență:         |      | −5,07% | +2,60% | +10,81% |

| An:                | 2023 | 2024   |
| ------------------ | ---- | ------ |
| Număr de persoane: | 815  | 830    |
| Diferență:         |      | +1,84% |